# Fayçal Aoun
Fayçal Aoun – algierski zapaśnik walczący w stylu wolnym. Brązowy medalista igrzysk afrykańskich w 2007. Zdobył cztery medale na mistrzostwach Afryki w latach 2004–2011. Wicemistrz igrzysk panarabskich w 2004; siódmy w 2011.